# Vegvisir

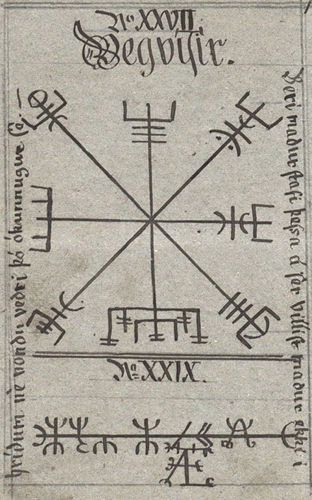
Vegvisir nel manoscritto di Huld

Il Vegvísir (in islandese , "segnavia") è un talismano islandese di protezione, la cui funzione era quella appunto di "proteggere i viaggiatori" nel loro percorso, infatti può essere metaforicamente paragonato ad una bussola.
È, spesso, erroneamente associato alla cultura ed epoca vichinga (fine 700 - circa 1000 d.C.), ma non si hanno prove concrete risalenti a quel periodo storico.
Testimonianze principali del simbolo si ritrovano nel testo noto come Manoscritto di Huld (Í. Bmf. 383 4to), un antico grimorio islandese scritto da Geir Vigfússyni á Akureyri nel 1860 unendo tre testi precedenti. Sul volume è riportato questo testo insieme al simbolo:
(Manoscritto di Huld)
Questo simbolo è diventato famoso in tutto il mondo grazie alla cantante Björk, che lo ha tatuato sul braccio nella versione ripresa dallo scienziato ed etnografo islandese Ólafur Davíðsson.

## Etimologia
La parola deriva dal norreno e significa "segnavia": Veg deriva da "Vegur" che significa "strada", "sentiero" e "Vísir" significa "indicazione", "guida".

## Storia del Vegvísir
Non vi sono attestazioni o reperti che possano testimoniare l'uso del Vegvísir prima del XVII secolo, dunque molti secoli dopo l'epoca vichinga. La credenza che fosse un simbolo magico disegnato sugli elmi o sulle navi vichinghe è dunque senza fonte.
Il Vegvísir disegnato nel Manoscritto di Huld è quasi sicuramente una copia presa da varie fonti precedenti, purtroppo andate perdute. Allo stesso modo, altri grimori islandesi riportano gli stessi simboli di Huld: i più importanti sono il Galdrakver (Lbs 4627 8vo) e il Galdraskræða Skugga di Jochum "Skuggi" Eggertsson (pubblicato poi nel 1940) in cui il Vegvísir è incluso in un cerchio e non in un quadrato. Purtroppo non sono state riportate le fonti da cui è stato tratto il materiale.

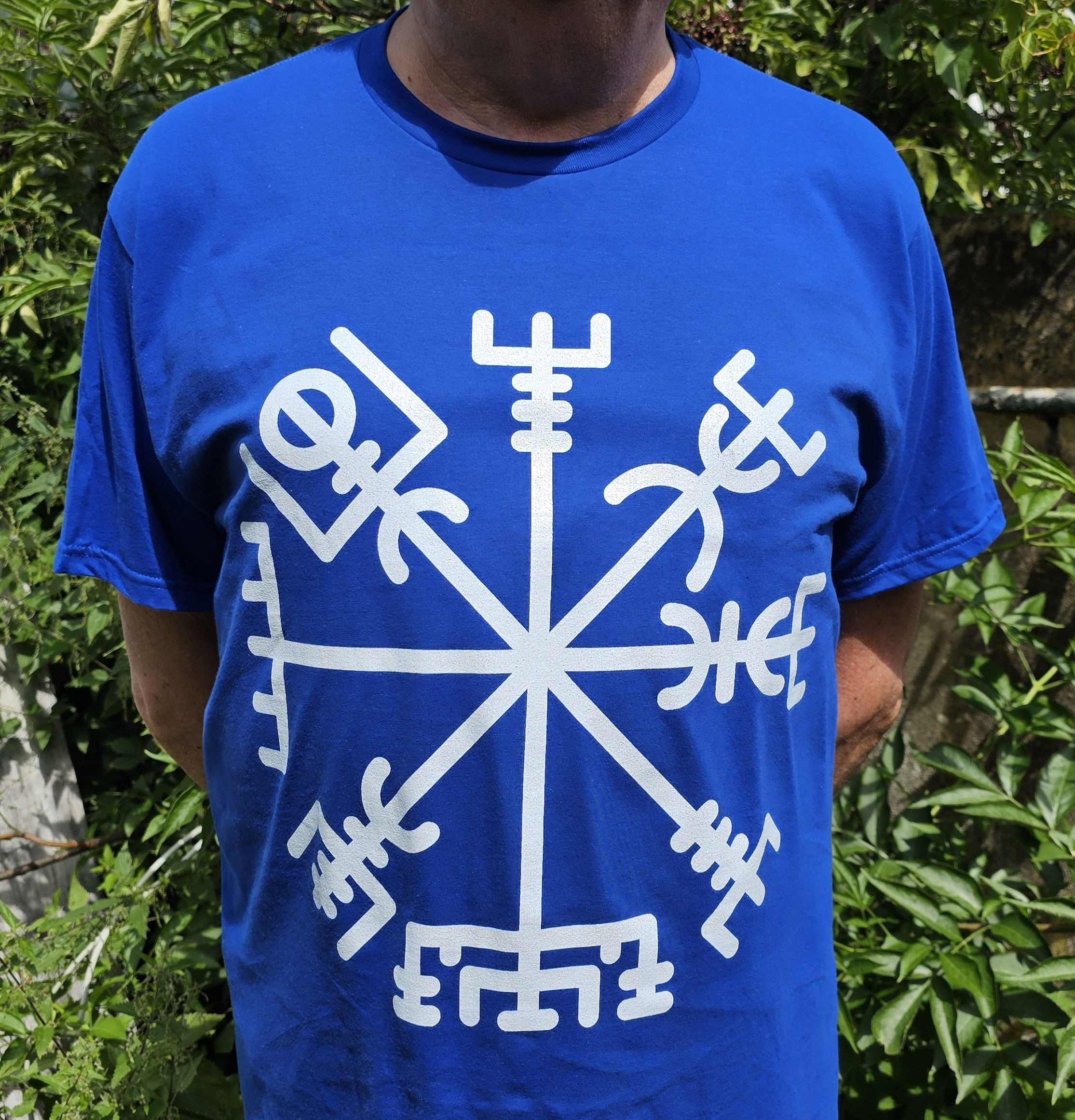
Vegvísir sulla maglietta

Ólafur Davíðsson è stato il primo a studiare il Vegvísir nel 1903 all'interno del suo saggio Isländische Zauberzeichen und Zauberbücher, trasmettendo tuttavia errori di traduzione e modifiche grafiche al simbolo originale.
Nella traduzione del Galdrabók, un altro antico grimorio islandese del XVII secolo, The Galdrabók - An Icelandic Grimoire di Stephen Flowers del 1989 (ripubblicato aggiornato nel 2005), viene riportato in appendice una versione leggermente semplificata del Vegvísir del Manoscritto di Huld che, insieme a quella elaborata da Ólafur Davíðsson, è quella diventata più celebre.
Nel 2015 Justin Foster ha pubblicato la sua traduzione del Manoscritto di Huld dal titolo Galdrastafir Witchcraft Magic Symbols and Runes . Nel suo sito Galdrastafir: Magical Staves ha inserito un'analisi corredata da varie comparazioni delle versioni trovate insieme agli studi sui Galdrastafir.